# Тонс, Эдгарс
Э́дгарс Тонс (латыш. Edgars Tons; 17 января 1917, Петроград, Российская империя, ныне Россия — 8 мая 1967, Рига, Латвийская ССР, ныне Латвия) — латышский дирижёр.

## Биография
В 1938 году окончил Латвийскую консерваторию (класс контрабаса), а в 1950 году (класс дирижирования). Ученик Петериса Барисонса и Леонидса Вигнерса. В 1950—1952 годах стажировался у Бориса Хайкина в Ленинграде. С 1940 года работал контрабасистом в симфоническом оркестре Латышского радио. С 1947 года — дирижёр Латвийского театра оперы и балета, с 1954 — главный дирижёр. В 1963—1966 годах — главный дирижёр симфонического оркестра Латвийского радио и телевидения. В 1952—1961 годы руководил дирижёрским классом Латвийской консерватории. Выступал с концертами в городах Советского Союза, в 1966 году выступал в Польше.
Был женат на актрисе Дине Купле.

## Награды
- ? — Заслуженный деятель искусств Латвийской ССР
- 1962 — Народный артист Латвийской ССР
- 1965 — Государственная премия Латвийской ССР